# Gramado
Gramado là một đô thị thuộc bang Rio Grande do Sul, Brasil. Đô thị này có diện tích 237,019 km², dân số năm 2007 là 31654 người, mật độ 133,55 người/km².